# Sram (televizijska serija)
Sram je hrvatska tinejdžerska televizijska serija adaptirana prema norveškoj seriji Skam. Seriju proizvodi CGM Films za HRT, a koncipirana je kao internetska serija koja prikazuje radnju kroz isječke objavljene u stvarnom vremenu na društvenim mrežama.
Radnja serije odvija se u Zagrebu i prati skupinu tinejdžera koji se suočavaju s izazovima odrastanja. Svaka sezona prikazana je iz perspektive drugog središnjeg lika; prva sezona prati Evu Šilović (Lucija Stanković), a druga Noru Klarić Selem (Gita Hadyar). 
Sram se prikazuje od 27. listopada 2024. na Prvom programu HRT-a, na platformi HRTi te na službenom YouTube-kanalu serije. Druga sezona serije s prikazivanjem je započela 26. travnja 2025.

## Radnja
Serija prikazuje svakodnevni život tinejdžera koji pohađaju srednju školu te se bavi tipičnim problemima mladih poput ljubavi, prijateljstva, seksualnosti i mentalnog zdravlja.
U središtu je prve sezone je šesnaestogodišnja Eva, kojoj dolazak u novu srednju školu donosi niz izazova i turbulentnih trenutaka. Dok se trudi uklopiti u novo društvo, Eva se suočava s nesigurnostima i nedostatkom samopouzdanja. Paralelno s time, sve više sumnja u svog dečka Jakova, a i sama se nalazi u situacijama koje testiraju njezine granice. Jakovljev najbolji prijatelj Lovro pokušava joj pomoći, ali umjesto rješenja, njegova prisutnost dodatno komplicira stvari.
Druga sezona fokusira se na Noru, koja je postala Evina prijateljica na početku prve sezone. Sezona nastavlja priču između Nore i Roka, koja je započela u prvoj sezoni. Roko uporno poziva Noru na izlazak, no ona ga više puta odbija i ne pokazuje interes. Ipak, nakon što Nora zamoli Roka da prestane proganjati Tinu, bojeći se da bi joj mogao slomiti srce, sklapa s njim dogovor koji bi je mogao navesti da razmisli o izlasku.

## Likovi
| Glumac           | Lik               | Utemeljen na                            | Sezona    | Sezona    |          |
| Glumac           | Lik               | Utemeljen na                            | 1.        | 2.        |          |
| ---------------- | ----------------- | --------------------------------------- | --------- | --------- | -------- |
| Lucija Stanković | Eva Šilović       | Eva Kviig Mohn                          | Centralni | Glavni    |          |
| Gita Haydar      | Nora Klarić Selem | Noora Amalie Sætre                      | Glavni    | Centralni |          |
| Stela Korman     | Nix – Nika        | Christina "Chris" Berg                  | Glavni    | Glavni    |          |
| Laura Barbić     | Tina              | Vilde Hellerud Lien                     | Glavni    | Glavni    |          |
| Severina Lajtman | Vanessa           | Sana Bakkoush                           | Glavni    | Glavni    |          |
| Jagor Katičić    | Jakov             | Jonas Noah Vasquez                      | Glavni    | Sporedni  | Sporedni |
| Borna Šimunek    | Lovro             | Isak Valtersen                          | Glavni    | Sporedni  |          |
| Tin Lekić        | Roko Marić        | William Magnusson                       | Sporedni  | Glavni    |          |
| Roan Vižintin    | Nix – Nikola      | Christoffer "Penetrator-Chris" Schistad | Sporedni  | Sporedni  |          |
| Karla Šunjić     | Sara Noršić       | Ingrid Theis Gaupseth                   | Sporedni  | Sporedni  |          |
| Mirej Đurović    | Ines Inešić       | Sara Nørstelien                         | Sporedni  | Sporedni  |          |
| Toni Kukuljica   | Sven Marić        | Nikolai Magnusson                       |           | Glavni    |          |
| Adrian Pezdirc   | Vito              | Eskild Tryggvasson                      |           | Sporedni  |          |
| Vesna Tomić      | Maša Batalić      | Linn Larsen Hansen                      |           | Sporedni  |          |
| Patricia Bušić   | Petra             | Mari Aspeflaten                         |           | Sporedni  |          |

### Središnje uloge
- Lucija Stanković kao Eva (rođena 1. lipnja 2008.) središnji je lik prve sezone. Na početku prve sezone, Eva je nova učenica u školi i u vezi je s Jakovom. Potaknuta Jakovljevim savjetom da pronađe prijatelje u novoj školi, Eva se zbližava s djevojkama koje je upoznala na zabavi – s Norom, Tinom i Nikom – a kasnije i s Vanessom. S njima osnuje grupu "Mrcine."
- Gita Haydar kao Nora Klarić Selem (rođena 26. ožujka 2008.), djevojka koju Eva upoznaje na zabavi u prvoj epizodi. Nora i Eva se zbliže na satu njemačkoj jezika; Nora je prije živjela u Beču u Austriji. Nora je središnji lik u drugoj sezoni.[3]

### Glavne uloge
- Jagor Katičić kao Jakov (rođen 18. ožujka 2007.), Evin dečko.
- Borna Šimunek kao Lovro (rođen 8. ožujka 2007.), predstavljen kao Jakovljev i Evin prijatelj. Na kraju prve sezone Nora pronalazi aplikaciju za upoznavanje homoseksualnih osoba na njegovom mobitelu.
- Laura Barbić kao Tina (rođena 8. svibnja 2008.), djevojka koju Eva upoznaje na zabavi u prvoj epizodi. Tina želi poboljšati svoju reputaciju i približiti se najpopularnijim dečkima u školi; zaljubljuje se u Roka, koji isprva spava s njom, no zatim je odbaci.
- Stela Korman kao Nika "Nix" (rođena 21. kolovoza 2008.), Tinina najbolja prijateljica koju Eva također upoznaje na zabavi u prvoj epizodi. Nika se zaljubljuje u Lovru s kojim često koketira, no ostale cure ju upozoravaju da se ona njemu ne sviđa.
- Severina Lajtman kao Vanessa (rođena 7. veljače 2008.), pripadnica romske zajednice. Učenica je kozmetičkog smjera i vodi vlastiti Instagram profil preko kojega nudi usluge šminkanja.
- Tin Lekić kao Roko (rođen 21. srpnja 2006.), popularni dečko u kojeg se Tina zaljubila. Nakon što je odbacio Tinu, Nora mu se suprotstavila, a Roko se ubrzo u nju zaljubio.
- Adrian Pezdirc kao Vito (rođen 2. prosinca 1999.), Norin bratić i cimer predstavljen u drugoj sezoni. Vito je otvoreno gej, ali ga Nora zamoli da se pretvara da je heteroseksualan kako bi zavodio Tinu, nadajući se da će je tako odvratiti od Roka.
- Vesna Tomić kao Maša Batalić (rođena 21. listopada 2004.), Norina cimerica koja studira farmaciju.

### Sporedne uloge
- Karla Šunjić kao Sara Noršić (rođena 7. srpnja 2007.),  bivša prijateljica Eve na početku prve sezone. Sara se upliće u vezu između Eve i Jakova, uvjeravajući Evu da je provodila vrijeme s njim.
- Mirej Đurović kao Ines (rođena 7. siječnja 2007.), Nikolina djevojka. Ona tješi Evu na jednoj zabavi, ne znajući da je Eva poljubila Nikolu.
- Roan Vižintin kao Nikola "Nix" (rođen 15. studenoga 2006.), popularni dečko iz škole koji u prvoj epizodi koketira s Evom, iako je ona u vezi s Jakovom.
- Toni Kukuljica kao Sven Marić (rođen 6. lipnja 2000.), stariji brat Roka Marića, bavi se fotografijom, od Roka saznajemo da je oduvijek bio loš brat, sebičan, drogira se, zavodi puno mlađe cure i ne brine se za obitelj
- Patricia Bušić kao Petra (rođena 2006.), prijateljica Roka i Svena Marića, na Svenovoj zabavi ljubi Noru ne znajući da je drogirana, poslije joj se ispričava

### Gostujuće uloge
| Prva sezona - Luka Vuković kao dječak u kantini - Ružica Butorac kao konobarica u kantini - Dijana Vidušin kao Evina majka - Pere Cukrov kao kondukter - Kristian Bonačić kao Žac - Barbara Prpić kao profesorica njemačkoga - Olivera Baljak kao Šustić - Adrijana Prugovečki kao medicinska sestra - Larisa Jukić kao Marica - Lucija Milojčić kao Maja - Viktoria Knezić kao Jakovljeva sestra | Druga sezona - Patrik Kovačić kao Mirek - Paula Bušelić kao Tena - Ian Mikulec kao prodavač gramofonskih ploča - Mirjana Mikota kao Norina susjeda - Igor Jadan kao gost na Rokovoj zabavi - Ivan Lovreček i Bruno Mustić kao policajci - Filip Božinović kao Antonio - Marino Okanović kao Noa - Lovro Marušić kao Toma - Roko Jurić kao Hrc - Maja Fišter kao Norina mama - Jasna Rosandić kao medicinska sestra - Adrijana Prugovečki kao Norina doktorica - Roman Fraj Sladoljev kao ljutiti vozač |

## Pregled serije
| Sezona | Sezona | Epizode | Epizode | Originalno emitiranje | Originalno emitiranje | Središnji lik     | Prosječan br. gledatelja na TV-u |
| Sezona | Sezona | Epizode | Epizode | Premijera             | Finale                | Središnji lik     | Prosječan br. gledatelja na TV-u |
| ------ | ------ | ------- | ------- | --------------------- | --------------------- | ----------------- | -------------------------------- |
|        | 1.     | 10      | 10      | 27. listopada 2024.   | 28. prosinca 2024.    | Eva Šilović       | 164 317 (4,56%)                  |
|        | 2.     | 10      | 10      | 26. travnja 2025.     | 28. lipnja 2025.      | Nora Klarić Selem | n. p.                            |

## Produkcija
Serija je službeno najavljena 9. travnja 2024. u članku koji je objavio Variety. Seriju proizvodi CGM Films, koji je prethodno proizveo tinejdžersku englesko-hrvatsku internetsku seriju The Outsiders, objavljenu 2022. godine na YouTubeu. Redateljica je serije Jelena Gavrilović, a scenarij su napisale Hana Jušić i Nikica Zdunić. Producenti su serije Bruno Mustić i Ivan Lovreček. Prema Lovrečeku, Sram je nastao kako bi »hrvatski tinejdžeri konačno dobili svoju seriju«, pri čemu se kritizira nedostatak domaćih televizijskih sadržaja namijenjenih mlađoj publici. Prije pisanja scenarija za seriju obavljena su stručna istraživanja i intervjui s mladim ljudima o njihovim navikama i mentalnom zdravlju. Producenti norveškog izvornika nadgledali su produkciju serije Sram; u Zagrebu je održana radionica "Skam Academy" na kojoj su producenti imali priliku upoznati ključne elemente za uspješnu adaptaciju norveškog formata. Hrvatskom produkcijskom timu također su pomogli producenti Skam France i Skam Italia. Prema portalu Dnevno, ukupni troškovi HRT-a za proizvodnju prve sezone, koja se sastoji od deset epizoda, iznosili su 91.579,33 eura.
CGM Films je 26. ožujka 2024. na Instagramu objavio poziv na audicije za glumce u starosti od 15 do 19 godina. Članak Varietyja objavljen 9. travnja također je potvrdio da će serija sadržavati lika iz romske zajednice. Tijekom travnja 2024. bilo je najavljeno da će se serija snimati u Zagrebu. Snimanje prve sezone je bilo završeno u rujnu 2024.
HRT je 19. veljače 2025. najavio drugu sezone serije, čije je snimanje trajalo od 25. veljače do sredine travnja 2025. Sezona se sastoji od deset epizoda, a snimanje je završeno sredinom travnja 2025. 

## Prikazivanje
Najava serije bila je objavljena 15. listopada 2024. Serija se tijekom tjedna prikazuje u kratkim isječcima koji se u stvarnom vremenu objavljuju na službenom Instagram-profilu i YouTube-kanalu serije. Prvi isječak iz premijerne epizode bio je objavljen 22. listopada u 13:43 sati. 
Cijele epizode serije, koje se sastoje od prethodno objavljenih isječaka, prikazuju se na Prvom programu HRT-a nedjeljom u 21:10 sati, počevši od 27. listopada 2024.. Serija je popraćena i dodatnim sadržajem na društvenim mrežama; svaki glavni lik iz serije ima vlastiti Instagram i TikTok-profil.
Druga sezona, koja se sastoji od 10 epizoda, premijerno je prikazana 26. travnja 2025. godine.

## Prijem
Prema izvještajima iz Slobodne Dalmacije i Jutarnjeg lista, serija je na internetu ubrzo nakon premijere primila brojne pozitivne reakcije od publike. Lucija Tunković za portal Telegram navodi kako serija vjerno prikazuje živote hrvatskih tinejdžera, koristeći društvene mreže kao način interakcije s publikom. Sonja Knežević je na portalu Vogue Adria usporedila estetske i stilističke elemente Srama s američkim serijama Euforija i Seks i grad. S druge strane, serija je na portalu Index.hr primila kritike zbog nedostatka originalnosti te je opisana kao »dokaz da Hrvatska nema vlastitu kulturu.«

### Gledanost
Prema HRT-u, serija je do 10. prosinca 2024. (nakon prikazivanja sedme epizode) na društvenim mrežama prestigla 27 milijuna pregleda. Seriju je u tom trenutku gledalo 3,8 milijuna jedinstvenih korisnika. Do 30. prosinca 2024., nakon završetka prve sezone, Sram je prikupio 64 milijuna pregleda, 2 milijuna interakcija i ukupno dosegnuo 6 milijuna jedinstvenih gledatelja na platformama YouTube, Instagram i TikTok. Prema podacima HRT-a, na televiziji je serija ostvarila RCH od 9,01 % (324.487 gledatelja), dok je prosječna minuta gledanosti AMR iznosila 4,56 % (164.317 gledatelja).
Druga sezona serije prikupila je ukupno 142,5 milijuna pregleda u razdoblju od 12. travnja do 1. srpnja 2025., od toga najviše na platformi TikTok (56,8 milijuna), nakon čega slijedi Instagram (53,3 milijuna) te YouTube (32,3 milijuna). Uspoređujući s prethodnom sezonom, druga sezona bilježi porast pregleda od 101 %. Što se tiče dobnih skupina gledatelja, oko 30 % publike koja je pratila sezonu na YouTubeu pripada skupini u dobi od 25 do 34 godine, što je druga najzastupljenija skupina nakon one od 18 do 24 godina. Gledatelji u dobi između 45 i 54 godina čine 6,5 % publike. Druga je sezona bila gledana i u inozemstvu, pa se tako putem TikToka, osim u Hrvatskoj, pratila i u Srbiji (22 %), Bosni i Hercegovini (11,7 %), Sloveniji (3 %) i Njemačkoj (2 %).

### Nagrade i priznanja
| Godina | Nagrada                 | Kategorija            | Status     | Izvor  |
| ------ | ----------------------- | --------------------- | ---------- | ------ |
| 2025.  | Zlatni studio 2025.     | Najbolja TV serija    | Nominirana | [ 25 ] |
| 2025.  | Večernjakova ruža 2024. | Digitalna ruža godine | Nominirana | [ 26 ] |

## Glazba
Pjesma "Anđeo," koju izvode Hiljson Mandela i Miach, objavljena je 28. listopada 2024., dan nakon premijere prve epizode, kao službeni soundtrack za seriju. Prema podacima HDU-a postala je najemitiraniji singl u prvoj polovici 2025.
U nastavku se nalazi popis glazbe korištene u seriji.
| "Prelude" (Carmen) – Georges Bizet                              |
| "Ima nema nas" – Pocket Palma                                   |
| "Zauvijek" – Z++                                                |
| "Klizim po mahali" – Cunami Flo                                 |
| "Better Than Ever" – Yarin Primak, Mkada                        |
| "Ave Maria" (cello version) – Johann Sebastian Bach             |
| "Tik tak" – Mimi Mercedez and [Milena Janković\|Mimi Mercedez]] |
| "Elevate!" – Frank Bentley                                      |
| "Anđeo" – Hiljson Mandela, Miach                                |
| "Mangio Pasta" – Peki, Grše                                     |
| "Mamma Mia" – Grše                                              |

| "Tonem u noć" – Jymenik featuring Summer Deaths |
| "Blank Face" – Luzeri                           |
| "Dolje na koljena" – Vesna Pisarović            |
| "Gangsta" – KUKU$                               |

| "Slipping" – Jane & The Boy |
| "Skarabej" – Miach          |
| "Tempo" – Miach             |
| "333" – Neya                |

| "Dreaming" – Stanley Gurvich                        |
| "Trendsetter" – Frank Bentley and Ziso              |
| "Move" – Jane & The Boy                             |
| "Sram Original #2 Facetime" – Mihovil Šoštarić      |
| "Sram Original #3" – Mihovil Šoštarić               |
| "Ankaran" (instrumental) – Hiljson Mandela and Biba |
| "Gram" – BAKS, Miach                                |
| "Fresh mala" – Špiro and Bejbe                      |
| "30CC" – 30zona, Crni Cerak                         |
| "Ankaran" – Hiljson Mandela and Biba                |

| "Someday Soon" (instrumental version) – Jackson Rau |
| "Like the Old Days" – Warmkeys                      |
| "Tokyo Drift" – Grše and Mimi Mercedez              |
| "Nemoš to" – Tej and Špiro                          |
| "Dark Forest" – John Dada & the Weatherman          |
| "Timeless" – Ann Paris                              |
| "30CC" – 30zona and Crni Cerak                      |
| "Blossom" – Žena                                    |

| "I'm Not There" – Stephen-Ross McGruther            |
| "Someday Soon" (instrumental version) – Jackson Rau |
| "Tuc tuc" – Senna M                                 |
| "Ja sam vlak" – Emilija Kokić and Nina Badrić       |
| "Šumica" – I Bee                                    |

| "Like the Old Days" – Warmkeys |
| "Interpretation" – Jozeque     |
| "Sedmo nebo" – Z++             |
| "Udari" – Triestri             |

| "Someday Soon" (instrumental version) – Jackson Rau |
| "Život nije siv" – Mia Dimšić                       |
| "Fall" – Stanley Gurvich                            |
| "My Love" – AJ                                      |
| "Dreaming" – Stanley Gurvich                        |
| "Ad infinitum" – Theatre of Delays                  |

| "Someday Soon" (instrumental version) – Jackson Rau             |
| "Bunga Party" – Vojko V                                         |
| "I Don't Mind the Cold" – Orkas                                 |
| "Getting Ready for Christmas" – Francesco D'Andrea              |
| "The Day of the Dead" – Randy Sharp and Jones 2.0               |
| "U to vrijeme godišta" – Zbor mladih Preslavnoga Imena Marijina |
| "Djevojke" – Remi                                               |

| "Summers Come Early" – Sean Williams                            |
| "Trebaš li me" – Eni Jurišić and Matija Cvek                    |
| "Dijamanti" – Z++                                               |
| "Tiha noć" – Zbor Prirodoslovne škole Vladimira Preloga, Zagreb |
| "Anđeo" – Hiljson Mandela and Miach                             |

| "Pjesnik" – Nora / Dukat                   |
| "Vanilla Sky" – Tam and Miach              |
| "Kabriolet" – Z++                          |
| "New Horizon" – Dyook, El Maar and Fynolla |
| "Do Tell" – LiL MC                         |
| "Nespokoj" – Jymenik                       |
| "Takvi kao ti" – Nina Badrić               |

| "Dangerous Waters" – J. R. August |
| "Womanizer" – J. R. August        |
| "Gaber" – Krankšvester            |
| "Tužne ljubavi" – Buč Kesidi      |
| "Geto" – 30zona                   |
| "Ako me ostaviš" – Mišo Kovač     |

| "Sa bandom" – KUKU$ featuring High5            |
| "Pjesnik" – Nora / Dukat                       |
| "Omađijala" – Devito i Relja                   |
| "Ego" – Devito                                 |
| "Balotelli" – Peki                             |
| "Anđeo" – Hiljson Mandela, Miach               |
| "Mama, zaljubio sam se u njene ožiljke" – Baks |
| "Nocturne Op. 9, No. 2" – Frédéric Chopin      |

| "Ele Ele" – Elena Kitić                        |
| "Hoodie Season" – Neeman                       |
| "Cura s kvarta" – Hiljson Mandela              |
| "Bajadeira" – Peki featuring Hiljson Mandela   |
| "Još ovu noć" – Hiljson Mandela featuring Z++  |
| "Mamacita" – Vojko V                           |
| "Casablanca" – 30zona                          |
| "Mama, zaljubio sam se u njene ožiljke" – Baks |

| "Ima jedan svijet" – Stijene |
| "She Said" – Stray Dogg      |
| "05:28" – Salva              |

| "Ni ti, ni ja" – Gabi Novak                    |
| "Oko za oko" – Lil Zoo                         |
| "Bottega Veneta" – Juki featuring Baks         |
| "Sama" – Špiro and Tej                         |
| "Ovo nije ljubav" – Špiro and Tej iGoca R.I.P. |
| "Zovi advokata" – Đorđe                        |

| "Claret's Wish" – Zach Drory                   |
| "Pjesnik" – Nora / Dukat                       |
| "Good for Me" (instrumental version) – Ateller |
| "Waiting for the Sunshine" – Yarin Primak      |
| "Keep On Bounce" – Peter Spacey                |
| "Takata" – R-CHY                               |
| "Sijam" – Oxajo                                |

| "Bunny" – Baks               |
| "Na pola puta" – Skywalkeri  |
| "Suze u očima" – Buč Kesidi  |
| "Panorama" – Josh McCausland |

| "Believe" – DaniHaDani     |
| "Pjesnik" – Nora / Dukat   |
| "Turn It Up" – The Rallies |

| "Klaviri" – Faberge (feat. Klinac)                              |
| "Pjesnik" – Nora / Dukat                                        |
| "mama, zaljubio sam se u njene ožiljke" – Baks                  |
| "Lanterna" – Kids From The Sky                                  |
| "Romantika" – Iggy Biznis (feat. 30zona, Merula & Sain Victory) |
| "She Said" – Stray Dogg                                         |
| "Ganga i Rera" – Peki (feat. Vojko V)                           |
| "Popstar" – BUNTAI X KUKU$                                      |

## Vanjske poveznice
- Službena stranica televizijske serije Sram
- Sram u internetskoj bazi filmova IMDb-a
- Sram (kanal) na YouTubeu

| Instagram | |
| --- | --- |
| Instagram | evaa_2008_ nora.klaric.selem tra_tincicaaa nixotin_ vanessa_secret_beautyy veoma.yaki lovro360_ roko.maric1 nixola33 saranorsic1 inesic_0701 sventookthese vitovdje masabatalic |
| TikTok | |
| evaa_2008_ nora.klaric.selem tra_tincicaaa kaonixotin vanessa_secret_be najyakijiii lovro360_ roko.maric1 nixola33 | |